# Mann von Alböke

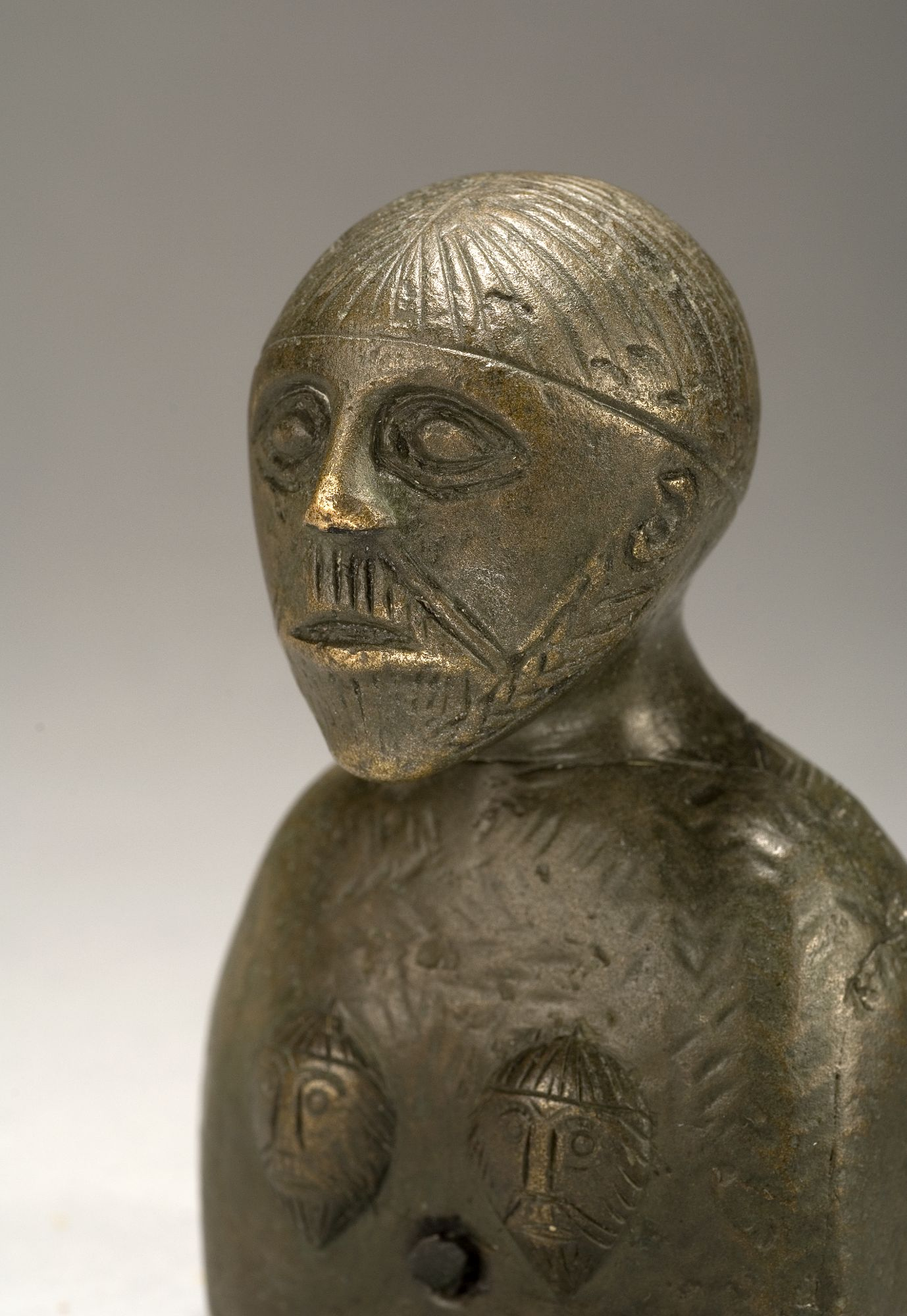
Mann von Alböke

Der Mann von Alböke (schwedisch Albökemannen) ist eine bronzene Büste, die im frühen 20. Jahrhundert beim Pflügen in Haglunda, Alböke Socken nördlich von Borgholm auf der schwedischen Insel Öland gefunden wurde.
Die Fundumstände und der exakte Fundort der Figur sind unbekannt. Die Büste wurde 1902 vom Staatlichen historischen Museum in Stockholm erworben und befindet sich heute im „Goldraum“ der Dauerausstellung.

## Beschreibung
Die kleine Figur ist vermutlich eine Kopie eines römischen Grabdenkmals, auf denen die Toten oft frontal dargestellt wurden. Dies erklärt das Aussehen des Albökemannen. Menschen, die mit Bart oder Koteletten dargestellt wurden, sind im römischen Reich üblich, dagegen im Skandinavien der germanischen Eisenzeit zwischen 200 und 550 n. Chr. selten. Die Linien auf dem Körper könnten ein abstrahiertes Kettenhemd darstellen. Auf der Brust trägt die Skulptur zwei Gesichter, die wahrscheinlich Tapferkeitsmedaillen darstellen, ähnlich denen, die Soldaten und Offiziere der römischen Armee trugen. Der Albökemann ist kein Unikat. Auf Öland gibt es etliche Statuen, die im Römischen Reich oder in den Provinzen fabriziert wurden und römischer Götter und Göttinnen darstellen, aber es gibt auch lokal hergestellte Menschen- und Tierfiguren.
In Köping und Långlöt auf Öland gefundene männliche Figuren tragen den gleichen Mittelscheitel wie der Albökemann. Schwedische Gelehrte haben eine davon als skandinavische Imitation des Helden Herkules interpretiert. Die Funde zeigen, dass Öland zu dieser Zeit am Handel mit dem Kontinent teilnahm.
Der Albökemann könnte auch die Büste eines realen Mannes sein, der in der römischen Armee diente, wieder nach Öland kam und inspiriert von römischen Sitten und Gebräuchen den Auftrag erteilte, die kleine Büste für sich selbst herzustellen.